# Афонин, Леонид Николаевич
Леонид Николаевич Афонин (1918 — 1975) — русский советский писатель

 и журналист, литературовед, театральный критик, педагог; кандидат филологических наук.

## Биография
Родился 20 августа 1918 года в Орле в семье военного фельдшера. После окончания школы в 1937 году поступил в Московский институт философии, литературы и истории.
В 1938 году был арестован по обвинению в создании и участии в «Орловской контрреволюционной организации», но на суде был оправдан. Член ВКП(б).
С сентября 1941 по февраль 1942 года — учитель русского языка и литературы в Свердловской области.
Участник Великой Отечественной войны. Летом 1942 года направлен в действующую армию. Принимал участие в освобождении Смоленщины, Белоруссии, Польши. Служил стрелком, связистом, позже — ответственным секретарем дивизионной газеты.
Закончил войну на Эльбе в Германии, пройдя путь от рядового до майора.
После окончания войны Л. Н. Афонин работал в политотделе Советской военной администрации земли Саксония (Дрезден). С 1948 года — референт по вопросам немецкой литературы Советской Контрольной комиссии в Германии. Один из основателей Общества немецко-советской дружбы, возглавлял художественный отдел Дома советской культуры в Берлине.
В начале 1950-х годов вернулся на родину, работал начальником клуба в воинской воздушной части МВО в Орле, занимался политико-просветительской работой с личным составом. Одновременно работал в Орловском краеведческом музее над темой орловцев-героев минувшей войны.
После демобилизации в 1955 году работал старшим библиографом орловской областной библиотеки им. Н. К. Крупской, главным редактором Орловского книжного издательства, а в 1959 — 1967 годах — директором Государственного музея И. С. Тургенева.
В 1960 году заочно окончил Литературный институт имени А. М. Горького и в этом же году был принят в члены СП СССР.
С 1966 года — преподаватель Орловского педагогического института, где в последние годы жизни руководил кафедрой советской и зарубежной литературы.

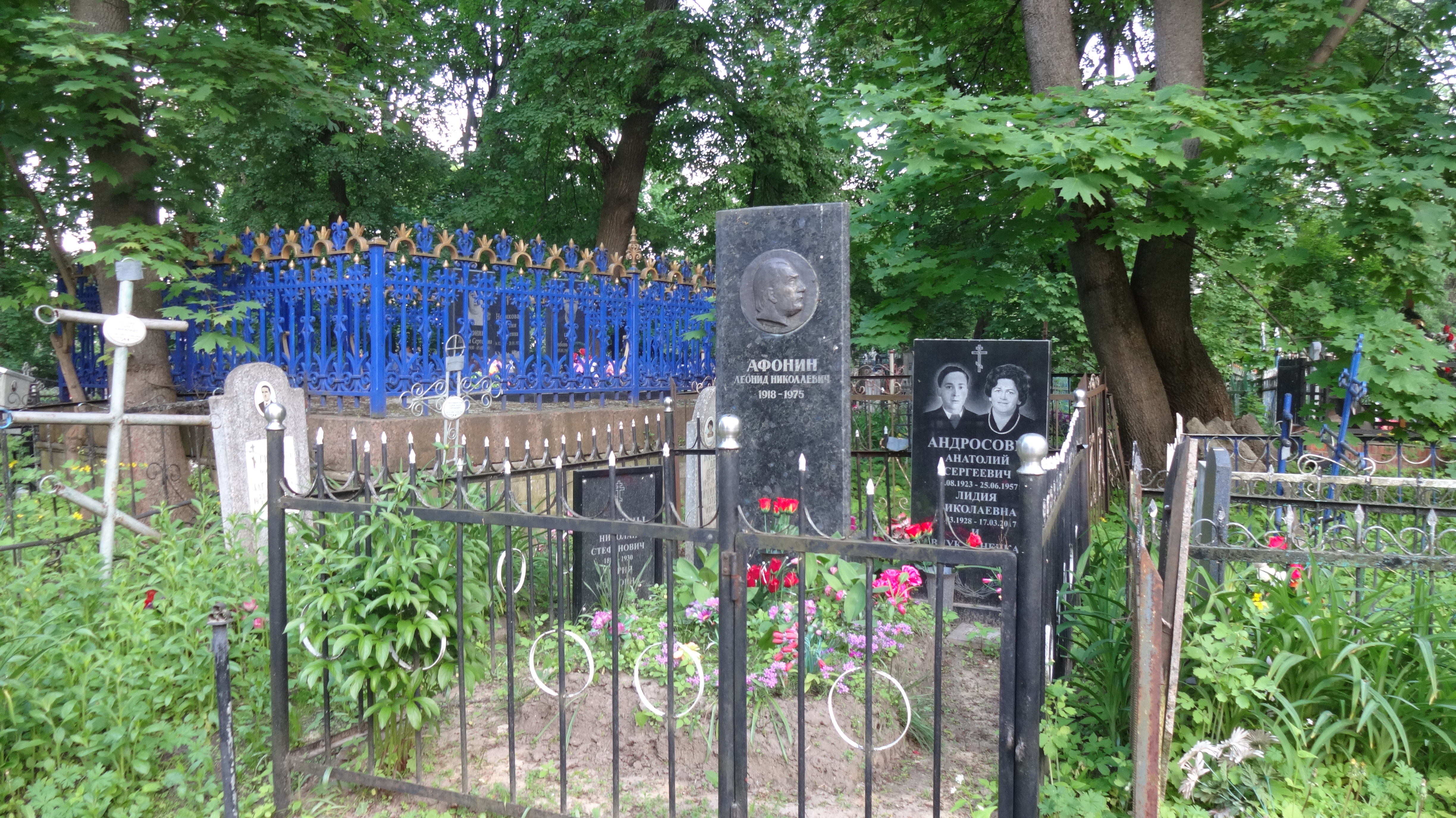
Могила Леонида Афонина на Крестительском кладбище Орла

Умер 11 апреля 1975 года. Похоронен в Орле на Крестительском кладбище.

## Творческая и научная деятельность
Публиковать свои первые статьи начал еще во время учебы в ИФЛИ в «Орловской правде».
Основным объектом исследований Л. Афонина было творчество писателей-орловцев и изучение литературы Орловского края.
Автор многочисленных публикаций, радиопередач об известных писателях-земляках и начинающих еще тогда молодых писателях и поэтах.

## Избранные публикации
- Афонин Л. Н. Леонид Андреев. — Орёл: Орлов. кн. изд-во, 1959. — 224 с. — 3000 экз. (см. Андреев, Леонид Николаевич)
- Афонин Л. Н. и др. Памятные места Орла в гравюрах Ал. Мищенко / Текст Л. Афонина и З. Сидельниковой; Гравюры А. И. Мищенко. — Орёл: Орлов. кн. изд-во, 1962. — 64 с. — 10 000 экз.
- Афонин Л. Н. Повесть об Орловском театре. — Тула: Приок. кн. изд-во, 1965. — 244 с. — 4000 экз.
- Афонин Л. Н., Горин Х. А. 150 лет Орловского областного драматического театра имени И. С. Тургенева / Орлов. обл. упр. культуры. Орлов. отд-ние Всерос. театрального о-ва. — Орёл, 1965.
- Афонин Л. Н., Мищенко А. И. На родине Тургенева. — М.: Советская Россия, 1968. — 120 с. — 50 000 экз. (см. Тургенев, Иван Сергеевич)
  - Афонин Л. Н., Мищенко А. И. На родине Тургенева / Предисл. В. Громова. — 2-е изд. — Тула: Приок. кн. изд-во, 1983. — 104 с. — 15 000 экз.
  - Афонин Л. Н., Мищенко А. И. На родине Тургенева. — 3-е изд. — Орёл: Изд. Александр Воробьев, 2009. — 95, [4] с. — ISBN 978-5-91468-019-7.
- Афонин Л. Н. Орловская тема в творчестве Леонида Андреева. — Орёл, 1971.
- Афонин Л. Н. Наш земляк Михаил Пришвин / Орлов. обл. организация о-ва «Знание» РСФСР. — Орел: б.и., 1973. — 44 с. (см. Пришвин, Михаил Михайлович)
- Афонин Л. Н. Рассказы литературоведа / Предисл. В. Катанова, В. Громова. — Тула: Приок. кн. изд-во, 1979. — 248 с. — 10 000 экз.
- Афонин Л. Н. Леонид Андреев: из неопубликованного: (Критико-биографический очерк). — Орёл: Изд. Александр Воробьев, 2008. — 104 с.
- «Андреевский сборник: исследования и материалы»

## Награды и звания
- заслуженный работник культуры РСФСР (1966)
- орден Отечественной войны II степени (24.5.1945)
- орден Красной Звезды (30.8.1944)
- медаль «За боевые заслуги» (3.9.1943)

## Память
- Улица в Орле (наименована 8 мая 1959 г.)[1].